# Anomis editrix
Anomis editrix là một loài bướm đêm trong họ Erebidae.